# تشيانة
تشيانة هي قرية في مقاطعة بيرانشهر، إيران. يقدر عدد سكانها بـ 347 نسمة بحسب إحصاء 2016.